# ダイイングライトシリーズ
ダイイングライトシリーズ（Dying Ligh）は、ポーランドのテックランドによって開発されたオープンワールド型ホラーゲームシリーズである。
2023年2月時点で、全世界で3000万本以上の売り上げを誇る。

## 概要
ダイイングライトを直訳すると「消えゆく光、死にかけている光」という意味である。
ダイイングライトシリーズは、一人称視点型のサバイバルホラーゲームシリーズであり、オープンワールドを採用している。ゲームプレイは主に近接戦闘と横断的な移動に重点を置いており、両ゲームの主人公はパルクールのような動きで、素早く移動するアクション性が特徴的である。
ダイイングライトシリーズでは、昼夜サイクルを特徴としており、昼間に出現するゾンビは、弱体化しているものの、夜間には非常に攻撃的になり、特殊なゾンビも登場する。
オンラインモードも収録されており、複数人でストーリーや探索が可能となっている。

## 舞台
『ダイイングライト』（以下、『1』）と『ダイイングライト2』（以下、『2』）は、密集した都市環境を舞台としているものの、『1』のストーリーDLCである「ダイイングライト:ザ・フォロイング」（以下、「ファロイング」）では、郊外の田舎を舞台としている他、プレイヤーがデューンバギーも運転でき、プレイヤーが自由に改造出来る事も可能である。

## シリーズ一覧
| 2015 | ダイイングライト                   |
| 2016 | ダイイングライト:ザ・フォロイング  |
| 2017 |                                    |
| 2018 | ダイイングライト:バッドブラッド    |
| 2019 |                                    |
| 2020 |                                    |
| 2021 |                                    |
| 2022 | ダイイングライト2 ステイヒューマン |
| 2023 |                                    |
| 2024 |                                    |
| 2025 | ダイイングライト:ザ・ビースト      |